# 弓削繁
弓削 繁（ゆげ しげる、1946年 - ）は、国文学者。学位は、文学博士（名古屋大学・論文博士・2001年）。岐阜大学名誉教授。

## 略歴
1969年静岡大学人文学部国文科卒。1974年名古屋大学大学院文学研究科国文学博士課程満期退学。1975年聖徳学園岐阜教育大学講師、1978年山口大学講師、1980年助教授、1986年岐阜大学助教授、1992年教授。2001年「六代勝事記の成立と展開」で名古屋大学より文学博士の学位を取得。2012年に岐阜大学を定年退任、名誉教授。

## 著書
- 『平家物語』中道館 古典新釈シリーズ 1976
- 『六代勝事記の成立と展開』風間書房 2003

### 編著・校注
- 『源平闘諍録 内閣文庫蔵』早川厚一,山下宏明共編著　和泉書院 1980
- 『保元物語 京都大学附属図書館蔵』早川厚一,原水民樹共編　和泉書院 和泉古典文庫 1982
- 『六代勝事記』編著 和泉書院影印叢刊 1984
- 『五代帝王物語 京都大学附属図書館蔵』編著 和泉書院影印叢刊 1989
- 『平家物語』編　古典文庫 1997-1998
- 『六代勝事記 五代帝王物語』校注　三弥井書店 中世の文学　2000
- 『月庵酔醒記』服部幸造,美濃部重克共編　三弥井書店 中世の文学 2007-2010
- 『中世「知」の再生 『月庵酔醒記』論考と索引』服部幸造,辻本裕成共編　三弥井書店 2012

## 参考
- ISBN 978-4-7599-1359-0